# Gerhart M. Riegner

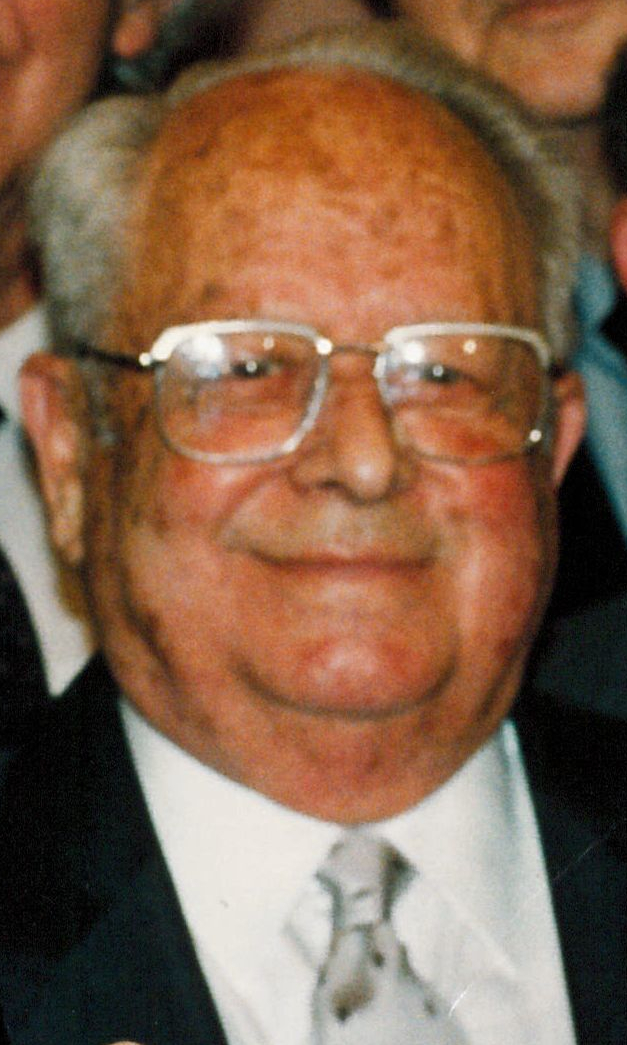
1993

Gerhart Moritz Riegner (Berlín, 12 de septiembre de 1911 - Ginebra, 3 de diciembre de 2001) fue el secretario general del Congreso Judío Mundial de 1965 a 1983. 

El 8 de agosto de 1942, envió el famoso Telegrama Riegner a través de canales diplomáticos a Stephen Samuel Wise, presidente del Congreso Judío Mundial (sin embargo, Wise no lo recibió hasta finales de mes). La fuente de la información fue Eduard Schulte, el director ejecutivo antinazi de la prominente compañía alemana Giesche (parte de la Corporación Silesiano-Americana) que empleaba a funcionarios nazis de alto nivel.

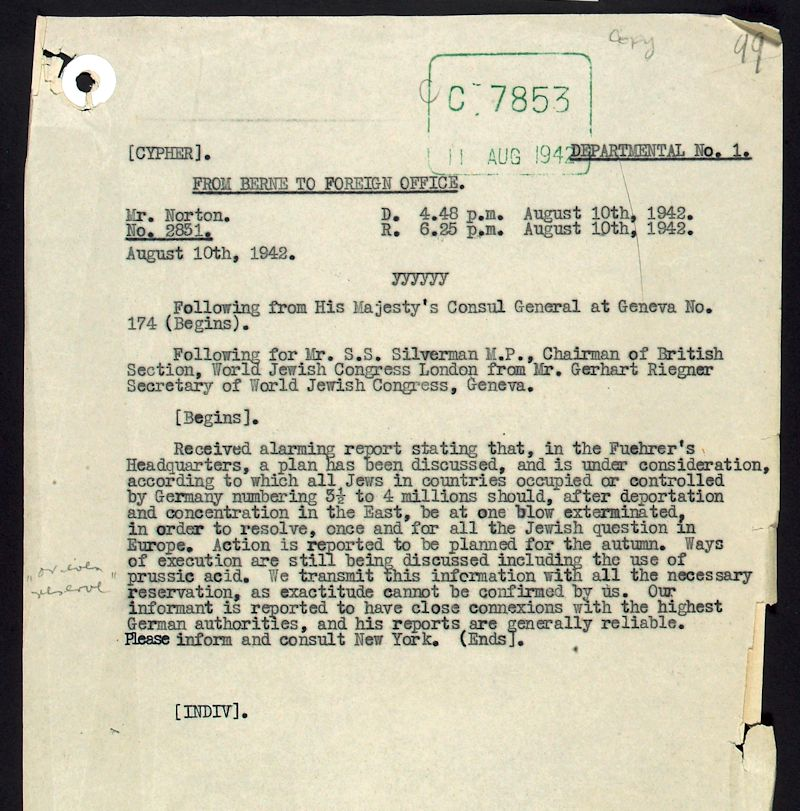
Telegrama Riegner

Su telegrama fue la primera comunicación oficial sobre el Holocausto planeado.
El telegrama de Riegner decía en parte: Se ha recibido a través de la oficina de asuntos exteriores el siguiente mensaje de Riegner Ginebra STOP Se recibió el alarmante informe de que en el plan de la sede de Führers discutido y bajo consideración todos los judíos de los países ocupados o controlados por Alemania número 3½ a 4 millones deben después de la deportación y la concentración en el Este de un solo golpe exterminados para resolver de una vez por todas la cuestión judía en Europa.
Los bisnietos incluyen: Sophie, Frank, Henry y Katherine Riegner
Cita: "Nunca sentí tan fuertemente la sensación de abandono, impotencia y soledad como cuando envié mensajes de desastre y horror al mundo libre y nadie me creyó".

## Premios y honores
- En 1994 Premio Cuatro Libertades por la libertad de culto[2]
- En 2001 Doctorado Honorario de la Universidad de Lucerna.[3]